# Lycidas karschi
Lycidas karschi är en spindelart som beskrevs av Zabka 1987. Lycidas karschi ingår i släktet Lycidas och familjen hoppspindlar. Inga underarter finns listade i Catalogue of Life.